# Gravity (musikalbum av Caliban)
Gravity är det tyska metalcore-bandet Calibans tionde studioalbum, utgivet i mars 2016 på Century Media Records.
Alissa White-Gluz (Arch Enemy, ex-The Agonist) och Jamie Graham (ex-Sylosis) bidrog med gästsång.
Gravity tog sig in på de tyska, österrikiska och schweiziska topplistorna, som högst på plats 15 (Tyskland).
Albumet producerade en musikvideo till "Paralyzed" och en textvideo till "Mein schwarzes Herz".

## Låtlista
1. "Paralyzed" – 4:33
2. "Mein schwarzes Herz" – 3:02
3. "Who I Am" – 4:12
4. "Left for Dead" – 3:24
5. "Crystal Skies" – 3:32
6. "Walk Alone" – 4:10
7. "The Ocean's Heart" – 3:54
8. "Broken" – 4:07
9. "For We Are Forever" – 3:39
10. "Inferno" – 3:39
11. "No Dream Without a Sacrifice" – 3:53
12. "Hurricane" – 3:41

Bonusspår på digibookutgåvan
1. "Mein schwarzes Herz (Der Tante Renate / Steinborn Remix)" – 3:34
2. "Paralyzed (Emma McLellan Remix)" – 6:29

## Medverkande
Musiker
- Andreas Dörner – sång
- Marc Görtz – gitarr
- Denis Schmidt – gitarr, sång
- Marco Schaller – basgitarr
- Patrick Grün – trummor

Bidragande musiker
- Katha Grischkowski – sång
- Jamie Graham – sång
- Marcel Gadacz – sång
- Zachary Britt – sång
- Alissa White-Gluz – sång
- Benny Richter – keyboard, bakgrundssång
- Marcel Neumann – keyboard

Produktion
- Benny Richter – producent
- Marc Görtz – producent, mixning
- Marcel Neumann – producent
- Klaus Scheuermann – mixning
- Olman Viper – mastering
- Marcel Gadacz – albumkonst, design
- Moritz Maibaum – foto